# Atletica leggera ai Giochi della XVIII Olimpiade - Salto in lungo maschile

Video della Finale (film ufficiale dei Giochi)

La competizione del salto in lungo maschile di atletica leggera ai Giochi della XVIII Olimpiade si è disputata il 18 ottobre 1964 allo Stadio Nazionale di Tokyo.

## L'eccellenza mondiale
| Campione olimpico 1960                         | 8,12   | Ralph Boston        | Presente |
| Campione europeo 1962                          | 8,19 w | Igor' Ter-Ovanesjan | Presente |
| Vincitore dei Trials USA e primatista mondiale | 8,34   | Ralph Boston        | Presente |

## Risultati

### Turno eliminatorio
Cinque atleti ottengono la misura richiesta fissata a 7,60 m. Ad essi vengono aggiunti i 7 migliori salti, fino a 7,46 m.
La miglior prestazione appartiene a Ralph Boston con 8,03 m.
| Pos. | Atleta              | Nazione          | Salti | Salti | Salti | Misura |
| Pos. | Atleta              | Nazione          | 1°    | 2°    | 3°    | Misura |
| ---- | ------------------- | ---------------- | ----- | ----- | ----- | ------ |
| 1    | Ralph Boston        | Stati Uniti      | 8,03  | -     | ,     | 8,03   |
| 2    | Lynn Davies         | Gran Bretagna    | 7,39  | n     | 7,78  | 7,78   |
| 3    | Igor' Ter-Ovanesjan | Unione Sovietica | 7,78  | -     | ,     | 7,78   |
| 4    | Gayle Hopkins       | Stati Uniti      | 7,67  | -     | ,     | 7,67   |
| 5    | Wariboko West       | Nigeria          | 7,62  | -     | ,     | 7,62   |
| 6    | Wolfgang Klein      | Germania         | 7,59  | n     | 7,54  | 7,59   |
| 7    | John Morbey         | Gran Bretagna    | n     | n     | 7,56  | 7,56   |
| 8    | Mike Ahey           | Ghana            | 7,21  | 7,26  | 7,53  | 7,53   |
| 9    | Jean Cochard        | Francia          | 6,96  | n     | 7,52  | 7,52   |
| 10   | Luis Felipe Areta   | Spagna           | 7,31  | 7,46  | 7,34  | 7,46   |
| 11   | Andrzej Stalmach    | Polonia          | 7,27  | 7,46  | n     | 7,46   |
| 12   | Hiroomi Yamada      | Giappone         | n     | 7,46  | n     | 7,46   |
| 13   | Pentti Eskola       | Finlandia        | 7,43  | 7,35  | n     | 7,43   |
| 14   | Antanas Vaupšas     | Unione Sovietica | n     | n     | 7,43  | 7,43   |
| 15   | Leonid Barkovskiy   | Unione Sovietica | 7,30  | 7,39  | n     | 7,39   |
| 16   | Sonny Ba Akpata     | Nigeria          | n     | n     | 7,34  | 7,34   |
| 17   | Raycho Tsonev       | Bulgaria         | n     | 7,33  | 7,29  | 7,33   |
| 18   | Hans-Helmut Trense  | Germania         | 7,09  | 7,20  | 7,30  | 7,30   |
| 19   | Wellesley Clayton   | Giamaica         | 6,75  | n     | 7,28  | 7,28   |
| 20   | Koru Kawazu         | Giappone         | 7,28  | n     | n     | 7,28   |
| 21   | Klaus Beer          | Germania         | n     | 7,25  | 7,27  | 7,27   |
| 22   | Phil Shinnick       | Stati Uniti      | n     | 7,26  | n     | 7,26   |
| 22   | Frederick Alsop     | Gran Bretagna    | 7,26  | n     | n     | 7,26   |
| 24   | Alain Lefèvre       | Francia          | 6,77  | n     | 7,24  | 7,24   |
| 25   | Dimitrios Manglaras | Grecia           | 7,06  | 7,11  | 7,21  | 7,21   |
| 26   | Satoshi Takayanagi  | Giappone         | 7,15  | n     | n     | 7,15   |
| 27   | Ian Tomlinson       | Australia        | 7,07  | n     | n     | 7,07   |
| 28   | Henrik Kalocsai     | Ungheria         | 6,94  | 6,99  | n     | 6,99   |
| 29   | B. V. Satyanarayan  | India            | n     | 6,76  | n     | 6,76   |
| 30   | Samuel Cruz         | Porto Rico       | n     | 6,74  | 6,72  | 6,74   |
| 31   | Chu Ming            | Hong Kong        | 6,41  | n     | 4,91  | 6,41   |
| -    | Iftikhar Shah       | Pakistan         | n     | n     | n     | NM     |

### Finale

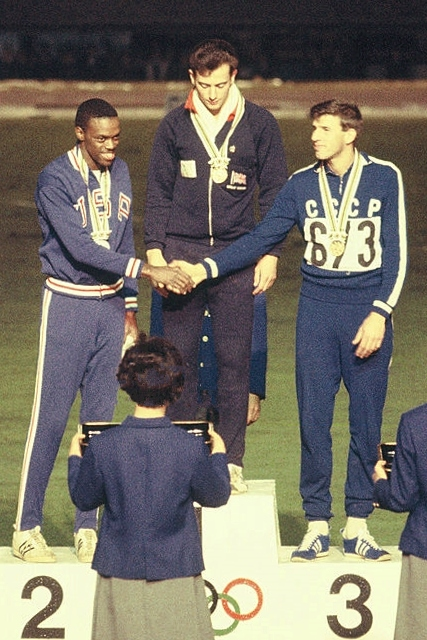
Il podio: Ralph Boston (2º), Lynn Davies (1º) e Igor' Ter-Ovanesjan (3º)

La gara ha due favoriti: lo statunitense Ralph Boston e il sovietico Igor' Ter-Ovanesjan, rispettivamente medaglia d'oro e medaglia di bronzo a Roma 1960.
Il giorno della finale piove e fa freddo. Boston conduce la gara con un leggero vantaggio sul rivale: 7,85 a 7,78 (dopo due turni) e 7,88 a 7,80 (dopo quattro turni).
Al quinto turno spunta il gallese Davies che piazza la zampata vincente con 8,07 e mette fuori gioco tutti e due; Ter-Ovanesian sale a 7,99 mentre il salto di Boston è nullo. All'ultimo tentativo l'americano supera gli 8 metri, ma non basta per l'oro.
| Pos.    | Atleta              | Età | Nazione          | Salti | Salti | Salti | Salti           | Salti           | Salti           | Misura |
| Pos.    | Atleta              | Età | Nazione          | 1°    | 2°    | 3°    | 4°              | 5°              | 6°              | Misura |
| ------- | ------------------- | --- | ---------------- | ----- | ----- | ----- | --------------- | --------------- | --------------- | ------ |
| Oro     | Lynn Davies         | 22  | Gran Bretagna    | 7,45  | n     | 7,59  | 7,78            | 8,07            | 7,74            | 8,07   |
| Argento | Ralph Boston        | 25  | Stati Uniti      | 7,76  | 7,85  | 7,62  | 7,88            | n               | 8,03            | 8,03   |
| Bronzo  | Igor' Ter-Ovanesjan | 26  | Unione Sovietica | 7,78  | n     | 7,64  | 7,80            | 7,99            | 7,81            | 7,99   |
| 4       | Wariboko West       | 22  | Nigeria          | 7,56  | 7,51  | 7,50  | 7,40            | 7,60            | n               | 7,60   |
| 5       | Jean Cochard        | 25  | Francia          | n     | n     | 7,44  | 7,43            | 7,26            | 7,10            | 7,44   |
| 6       | Luis Felipe Areta   | 22  | Spagna           | 7,20  | 7,31  | 7,34  | 5,16            | n               | 6,99            | 7,34   |
| 7       | Mike Ahey           | 25  | Ghana            | 6,99  | 7,00  | 7,30  | Non qualificati | Non qualificati | Non qualificati | 7,30   |
| 8       | Andrzej Stalmach    | 22  | Polonia          | 7,26  | 7,10  | n     | Non qualificati | Non qualificati | Non qualificati | 7,26   |
| 9       | Hiroomi Yamada      | 22  | Giappone         | 6,94  | n     | 7,16  | Non qualificati | Non qualificati | Non qualificati | 7,16   |
| 10      | Wolfgang Klein      | 23  | Germania         | 7,06  | 7,13  | 7,15  | Non qualificati | Non qualificati | Non qualificati | 7,15   |
| 11      | John Morbey         | 25  | Gran Bretagna    | 7,09  | 6,91  | 6,77  | Non qualificati | Non qualificati | Non qualificati | 7,09   |
| NC      | Gayle Hopkins       | 23  | Stati Uniti      | n     | n     | n     | Non qualificati | Non qualificati | Non qualificati | NM     |